# マーネーサル
マーネーサル（英語：Manesar、ヒンディー語：मानेसर）はインドのデリー近郊の都市である。ハリヤーナー州のグルガーオン県に属する。
ヒンディー語では「マーネーサル」と発音するが、英語化して発音された場合の「マネサール」と表記されることが多い。
デリー首都圏（National Capital Region）に属し、急速に発展しつつある工業都市であり、「ニュー・グルガーオン（New Gurgaon）と呼ばれることもある。
政治の中心地であるデリーに近いこともあり、デリー政府はマーネーサルに重要な機関を設立している。マーネーサル近郊からは10万人以上が通勤している。

## 歴史
マーネーサルは1,000人程の住民が住む農村だったが、20世紀末頃より世界中の企業が工場の建設を行い、新興都市となっている。政府がデリーから工場の移転を支援したり、グルガーオンが成長しており、また、デリーのインディラー・ガーンディー国際空港が近いこともあり、マーネーサルは発展し続けている。

## 交通
マーネーサルはデリー・ジャイプル高速道路（NH-8）上にあり、路線バスがこの道路上で定期運行されている。最寄り駅はグルガーオン駅である。
Haryana Metro Rail Corporation
ハリヤーナー州はメトロ公社を設立予定で、メトロ鉄道施設をハリヤーナー州の首都圏にエリアを拡大しようとしている。また、マーネーサルまでメトロを延長する計画を立てている。

## 不動産
マーネーサルはインドで最も有望な投資場所である。商業用不動産は最新の事務所用地を提供している。マーネーサルにはトヨタ自動車、三菱自動車工業、本田技研工業、スズキのような自動車会社の工場が多数ある。また、それに伴い、自動車関連の部品工場も進出しており、インドの中でも工業化が進んだ地域である。日系企業のみならず、インドの企業も多数進出している。